# ČSAD MHD Kladno
ČSAD MHD Kladno (voorheen ook bekend als ČSAD Kladno) is een Tsjechische vervoersmaatschappij uit Kladno die het vervoer in delen van de regio Midden-Bohemen verzorgt. Sinds 2016 is Arriva Transport Česká republika eigenaar van het bedrijf.
Andere vervoerders in de regio Midden-Bohemen zijn onder andere PID, Transdev Střední Čechy, Arriva Střední Čechy, ČSAD Slaný en Valenta BUS.

## Geschiedenis
Tijdens de Tsjecho-Slowaakse periode maakte ČSAD in Kladno deel uit van ČSAD KNV Praha. Op 1 juli 1963 werd het gemeentelijk vervoerbedrijf van Kladno overgenomen. Vanaf de privatisering in 1994 tot 31 maart 2005 opereerde het bedrijf onder de naam ČSAD Kladno. In mei 2002 veranderde de typografie van de naam in ČSAD KLADNO (met hoofdletters).
Op 1 april 2005 werd het bedrijf opgesplitst in ČSAD MHD Kladno, ČSAD BUS Kladno, dienstverleningsbedrijf KD SERVIS en Kladenský FINREAL. Het busvervoer werd verzorgd door de eerste twee bedrijven. Alle op dat moment bestaande lijnen werden over de twee vervoerders verdeeld. Vanaf 1 augustus 2006 werden de lijnen 220047 (A47), 220055 (A55), 220056 (A56) en 220057 (A57) overgedragen aan ČSAD MHD Kladno; vanaf 1 oktober werden ook de resterende lijnen overgedragen. ČSAD BUS Kladno ging op 1 oktober 2006 op in ČSAD MHD Kladno.
Volgens het handelsregister was REGA Přerov van 31 maart 2005 tot 12 februari 2010 aandeelhouder en medio 2011 zelfs de enige aandeelhouder. Op 14 oktober 2016 werd bekendgemaakt dat Arriva Transport Česká republika het bedrijf wilde overnemen. Op 22 oktober 2016 geschiedde dit. Op verzoek van Arriva werd reeds in augustus 2016 de overname beoordeeld door de mededingingsautoriteit. Volgens diens bevindingen was het aantal bedrijven dat kon bieden op contracten in het gebied groot genoeg, waardoor de overname niet zou leiden tot een oneerlijke marktpositie (monopolie). Tegelijk met ČSAD MHD Kladno nam Arriva het eerder afgesplitste dienstverleningsbedrijf KD Servis over. De verkoopprijs en reden voor verkoop aan Arriva werden niet bekendgemaakt.

## Wagenpark
ČSAD MHD Kladno beschikt over de volgende bussen:

### Eigen bussen
| Fabrikant+model                                          | Bouwjaar            | Aantal in dienst |
| -------------------------------------------------------- | ------------------- | ---------------- |
| Sor EBN 11.1                                             | 2021                | 2                |
| Irisbus Magelys PRO 12.2M                                | 2013                | 1                |
| Irisbus Crossway 12M                                     | 2007                | 1                |
| Irisbus Citelis 12M CNG                                  | 2010-2014           | 6                |
| Iveco Crossway LE LINE 12M Iveco Crossway LE CITY 12M NP | 2018-2023 2019-2020 | 37 20            |
| Iveco Magelys Pro 12.2M                                  | 2015                | 1                |
| Iveco Urbanway 12M CNG                                   | 2014-2019           | 27               |
| Scania Citywide Suburban LE 15M CNG                      | 2019                | 9                |
| Scania Citywide LF 12M CNG                               | 2020                | 12               |
| SOR CN 10.5                                              | 2012-2013           | 5                |
| SOR CN 12                                                | 2019                | 1                |
| SOR CN 12.3                                              | 2015-2018           | 16               |
| SOR NB 12                                                | 2017                | 16               |
| SOR NBG 18 SOR NB 18                                     | 2017-2020 2019      | 20 7             |
| SOR BN 10.5                                              | 2017                | 7                |
| MAN Lion's City NG 18                                    | 2024                | 2                |

### Geleende/testbussen
| Fabrikant+model    | Bouwjaar | Aantal in dienst |
| ------------------ | -------- | ---------------- |
| SOR NS 18 Electric | 2024     | 1                |
| SOR CN 12          | 2023     | 2                |

## Galerij

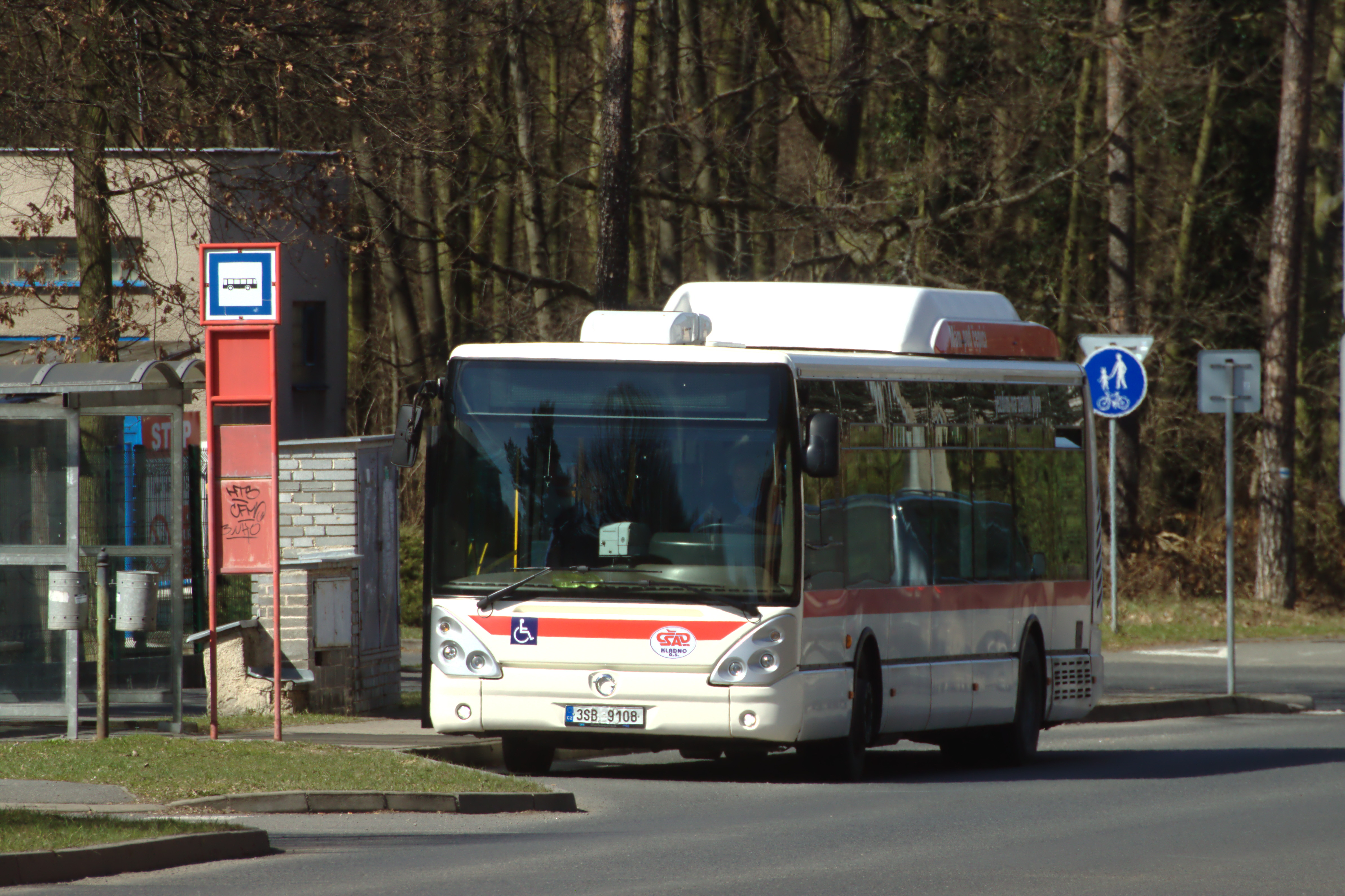
Irisbus Citelis van ČSAD MHD Kladno in Kladno (2017)
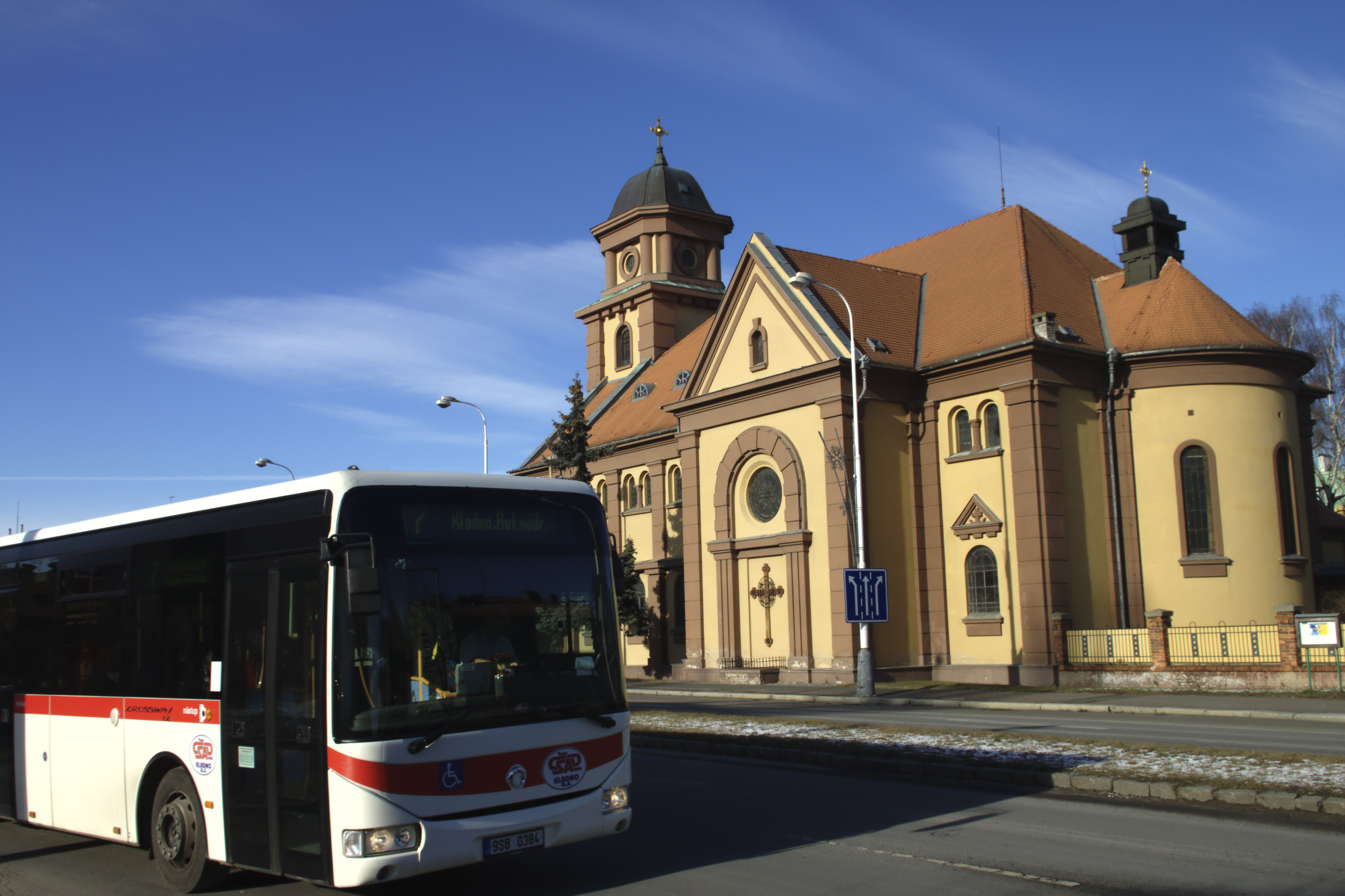
Irisbus Crossway van ČSAD MHD Kladno in Kladno-Rozdělov (2012)
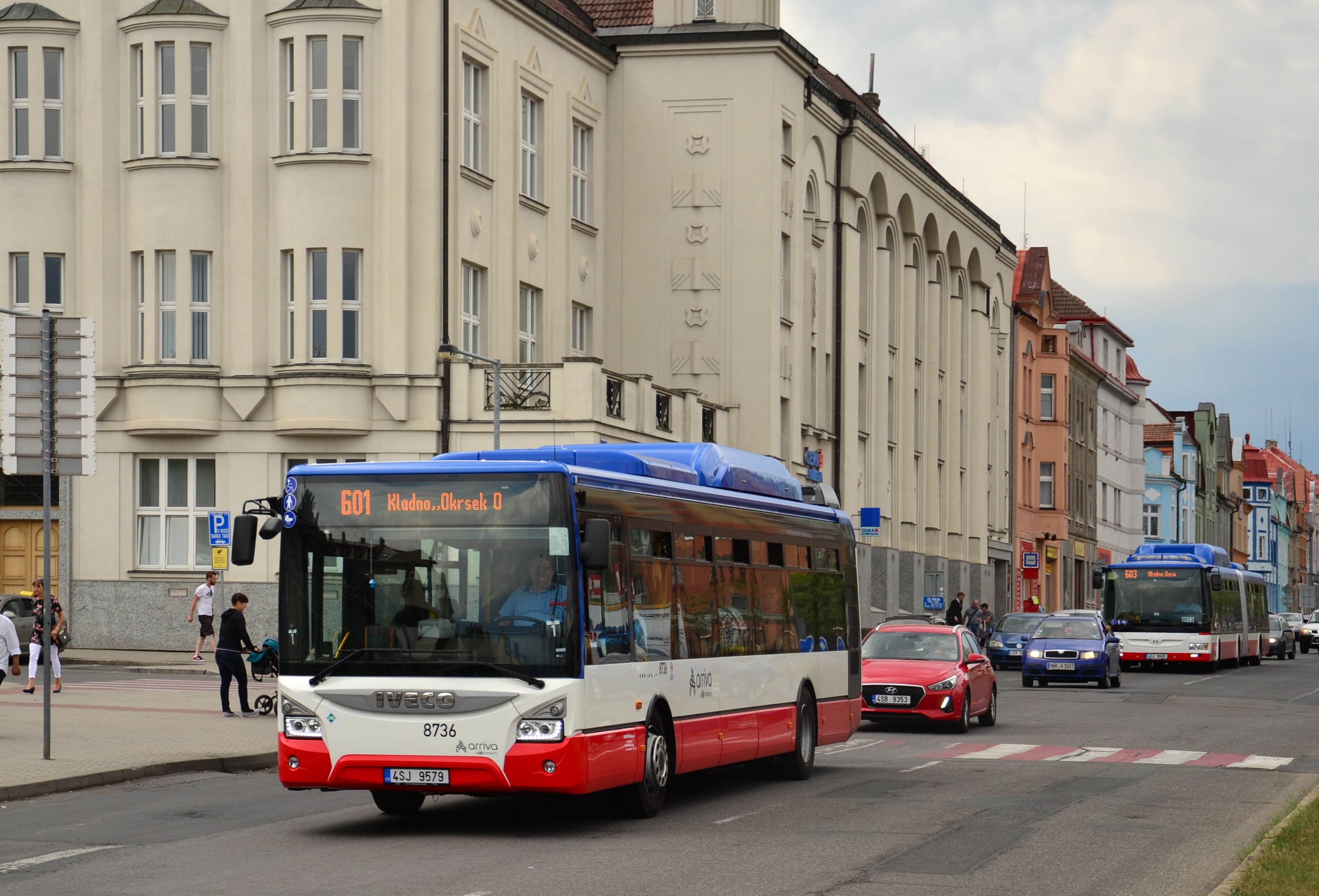
Iveco Crossway van ČSAD MHD Kladno in Praag (2018)
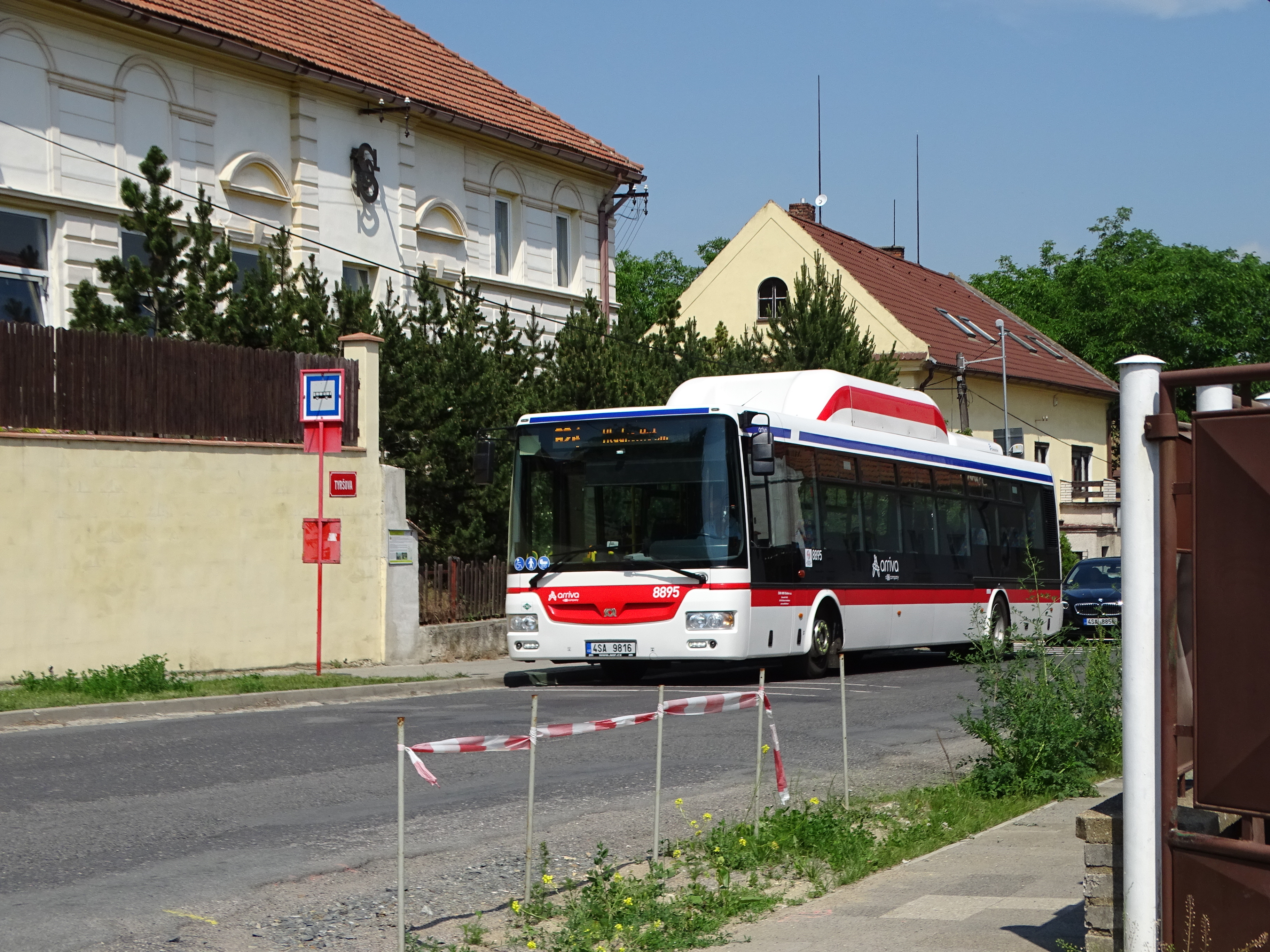
SOR CN van ČSAD MHD Kladno in Buštěhrad (2018)
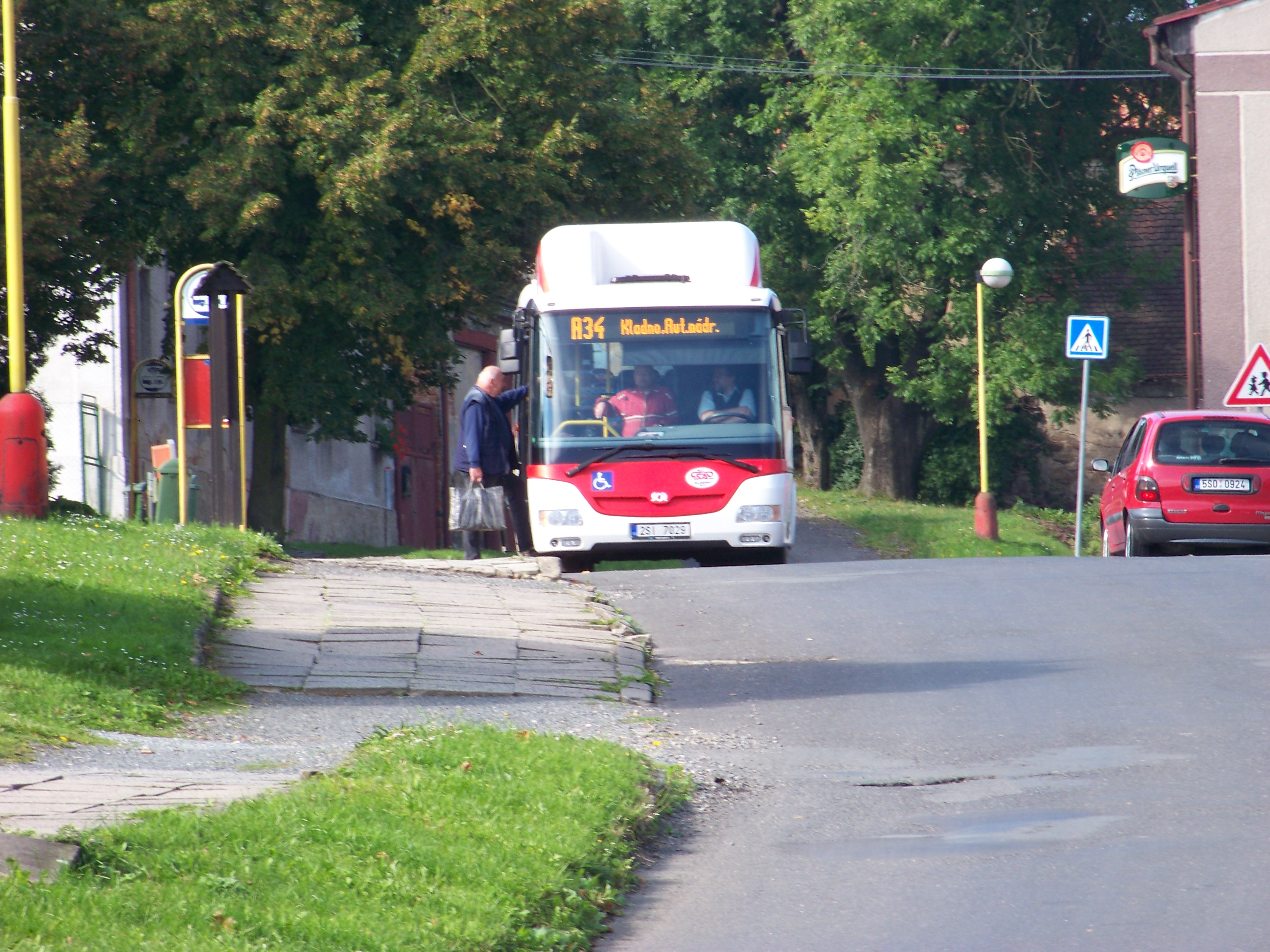
SOR CNG 10.5 in Bratronice (2013)
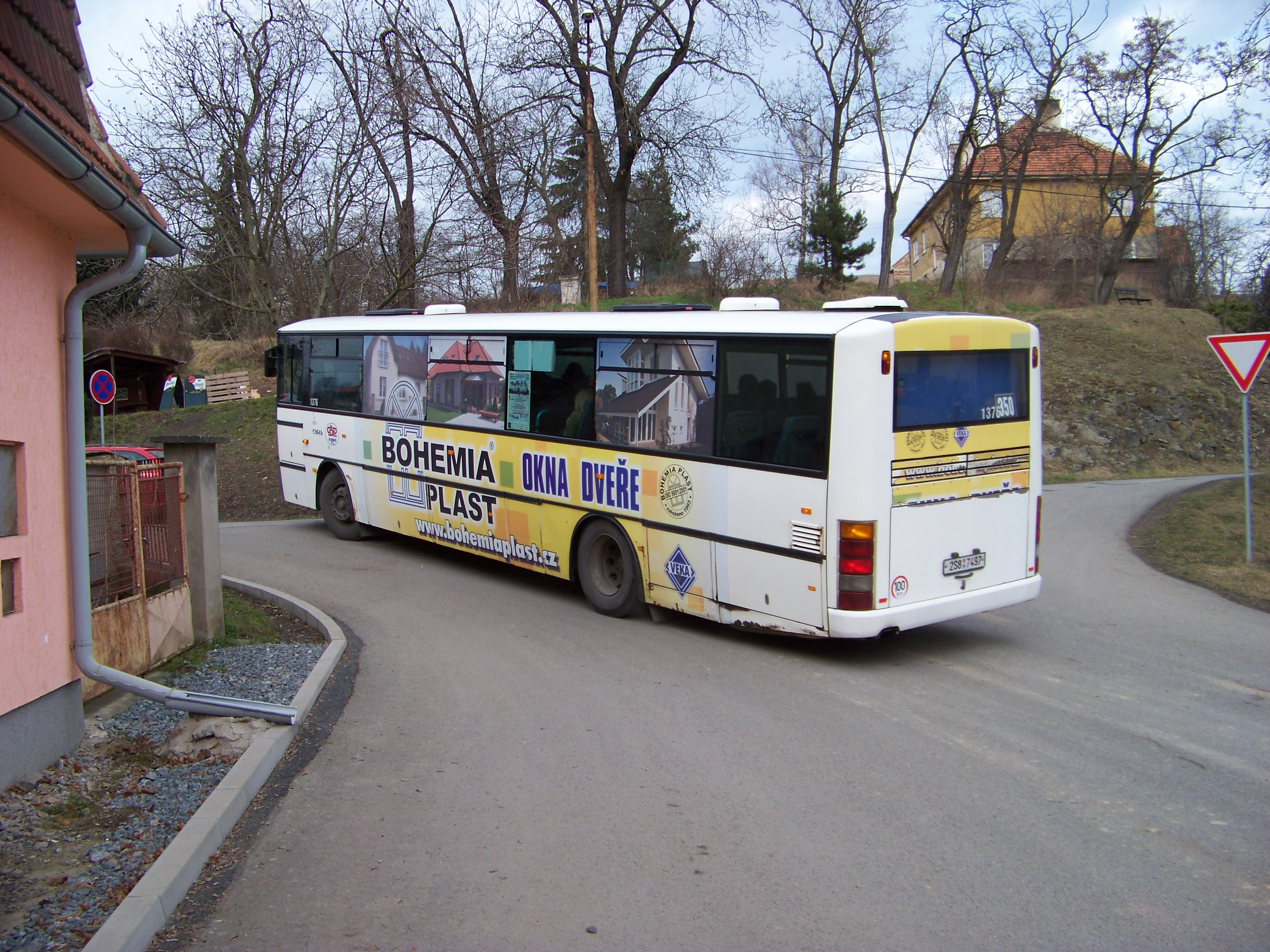
SOR BN in Praag-Západ (2014)